# Автоматизированная система технологической подготовки производства
Автоматизированная система технологической подготовки производства (АСТПП) — система технологической подготовки производства, использующая ЭВМ для выполнения значительной части всего объема инженерных работ в автоматизированном, программном или человеко-машинном режиме. АСТПП на основе обработки входной информации в виде числовых таблиц и технических текстов о конструкторской документации на изготовляемое изделие (рабочие чертежи обрабатываемых деталей), технологических требований (спецификация изделий), производственной программы, требований к срокам и сведений о пропускной способности подразделений технологических служб, с учетом справочно-нормативной информации (чертежи элементов технологической оснастки, нормали, ГОСТы, документация на известные технологические процессы, имеющиеся в наличии приспособления, рабочий инструмент, штампы) производит классификацию и группирование деталей изготовляемого изделия, расчет мощностей подразделений технологической службы, расчет сетевых графиков подготовки производства и их оптимизации, планирование работы подразделений технологической службы и формирует выходную информацию в текстовом (технологические карты, сводные технологические спецификации) и графическом (операционные чертежи, сборочные чертежи приспособлений, штампов, инструментальных наладок) виде.